# Розы для богатых
«Розы для богатых» (англ. Roses Are for the Rich) — американский телевизионный фильм 1987 года.

## Сюжет
В окружном суде слушается дело об убийстве угольного магната Дугласа Осборна. Из видеозавещания становится ясно, что всё своё состояние он завещал своей второй жене Отэм и их малолетнему сыну. Остальным родственникам достаются крохи либо не достаётся ничего. Разгневанные родственники Осборна обвиняют Отэм в убийстве собственного мужа, тем паче, что неприязненные отношения между супругами были общеизвестны, а вскрытие показало наличие в теле усопшего цианистого калия. Присяжные выносят обвинительный вердикт. Но сомнения в правильности их решения остаются…

## Создатели фильма

### В ролях
- Лиза Хартман — Отэм МакЭвин Нортон Корбетт Осборн
- Джо Пенни — Ллойд Мёрфи
- Ричард Мейсер — Эверетт Корбетт
- Брюс Дерн — Дуглас Осборн
- Бетти Бакли — Элла
- Кейт Малгрю — Кендалл Мёрфи
- Морган Стивенс — Брайан Осборн
- Шарон Уайатт — Гарриет Осборн
- Джим Янгс — Лонни Нортон
- Марджори Стэпп — надзирательница

### Съёмочная группа
- Режиссёр — Майкл Миллер
- Авторы сценария — Джонелл Лоусон, Джудит Пейдж Митчел
- Продюсер — Джонатан Бернштейн
- Исполнительный продюсер — Карен Мак
- Художник-постановщик — Роберт Холлоуэй
- Редакторы — Энн Миллз, Грегори Прендж, Барри Тейлор
- Композитор — Артур Б. Рубинстайн
- Оператор — Кис Ван Оострум
- Костюмер — Шелли Комаров